# Liste der Kulturgüter in Mellingen
Die Liste der Kulturgüter in Mellingen enthält alle Objekte in der Gemeinde Mellingen im Kanton Aargau, die gemäss der Haager Konvention zum Schutz von Kulturgut bei bewaffneten Konflikten, dem Bundesgesetz vom 20. Juni 2014 über den Schutz der Kulturgüter bei bewaffneten Konflikten sowie der Verordnung vom 29. Oktober 2014 über den Schutz der Kulturgüter bei bewaffneten Konflikten unter Schutz stehen.
Objekte der Kategorien A und B sind vollständig in der Liste enthalten, Objekte der Kategorie C fehlen zurzeit (Stand: 1. Januar 2023). Unter übrige Baudenkmäler sind weitere geschützte Objekte zu finden, die in der Bau- und Nutzungsordnung der Gemeinde verzeichnet und nicht bereits in der Liste der Kulturgüter enthalten sind.

## Kulturgüter
| Foto |                                                                                          | Objekt                                                             | Kat. | Typ | Standort                                   | Beschreibung |
| ---- | ---------------------------------------------------------------------------------------- | ------------------------------------------------------------------ | ---- | --- | ------------------------------------------ | --- |
| ja   | Datei hochladen · Wikidata zu Iberghof (Q1475804)                                        | Iberghof KGS-Nr.: 00175                                            | A    | G   | Kleine Kirchgasse 11 663125 / 252211       | Bis ins 13. Jahrhundert zurückreichendes befestigtes Haus. Das heutige spätgotische Aussehen stammt aus dem Jahr 1578. Trapezförmiges dreistöckiges Gebäude mit mächtigen Mauern und angebautem Treppenturm. |
| ja   | Datei hochladen · Wikidata zu Stadtbefestigung Mellingen (Q19362354)                     | Stadtbefestigung KGS-Nr.: 00177                                    | A    | G   | 663115 / 252237                            | auf dem Foto abgebildet ist das Mauerstück zwischen Iberghof und Stadtkirche |
| ja   | Datei hochladen · Wikidata zu Altes Rathaus (Q29580051)                                  | Altes Rathaus KGS-Nr.: 00170                                       | B    | G   | Grosse Kirchgasse 1 663021 / 252328        | Stattliches gotisches Reihenhaus, bis ins 12./13. Jahrhundert zurückreichend und 1536 neu errichtet. Mit dem östlich angrenzenden Stadttorhaus zusammengebaut.                                               |
| ja   | Datei hochladen · Wikidata zu Katholische Stadtkirche St. Johannes der Täufer (Q2327404) | Katholische Stadtkirche St. Johannes der Täufer KGS-Nr.: 00174     | B    | G   | Grosse Kirchgasse 27, 27.1 663086 / 252245 | Barocker Kirchenbau von 1675, mit freistehendem gotischem Kirchturm aus dem 14. Jahrhundert. Von 1829 bis 1835 klassizistische Umgestaltung des Innenraums.                                                  |
| ja   | Datei hochladen · Wikidata zu Muttergottesstatue am Haus "Zum scharfen Eck" (Q29580055)  | Muttergottesstatue am Restaurant «Zum scharfen Eck» KGS-Nr.: 15573 | B    | K   | Hauptgasse 1 663007 / 252318               | |
| BW   | Datei hochladen · Wikidata zu Gemeindescheune (Q29580053)                                | Gemeindescheune KGS-Nr.: 15574                                     | B    | G   | Scheunengasse 7 662921 / 252303            | |
| ja   | Datei hochladen · Wikidata zu Spittelscheune (Q29580057)                                 | Spittelscheune KGS-Nr.: 15575                                      | B    | G   | Reussweg 1.2 663104 / 252258               | Gemauertes Ökonomiegebäude, erbaut um 1600. |
| ja   | Datei hochladen · Wikidata zu St. Antoniuskapelle (Q29580060)                            | St. Antoniuskapelle KGS-Nr.: 15576                                 | B    | G   | Lenzburgerstrasse 21 662877 / 251940       | 1736 erbaute barocke Kapelle im südländischen Stil. |

## Übrige Baudenkmäler
| ID     | Foto |                                                            | Objekt                                                  | Typ | Standort                                      | Beschreibung |
| ------ | ---- | ---------------------------------------------------------- | ------------------------------------------------------- | --- | --------------------------------------------- | ------------ |
| 5.0.1  | ja   | Datei hochladen · Wikidata zu Zeitturm Mellingen (Q186968) | Lenzburgertor / Zeitturm (westlicher Stadteingang)      | G   | Hauptgasse 16.3 662950 / 252268               |              |
| 5.0.2  | ja   | Datei hochladen                                            | Hexenturm                                               | G   | Scheunengasse 17.2 662885 / 252404            |              |
| 5.0.7  | ja   | Datei hochladen                                            | Reusstor bei Reussbrücke                                | G   | Bruggerstrasse 2.1 663021 / 252336            |              |
| 5.0.11 | BW   | Datei hochladen                                            | Wirtshausschild zum Hirschen                            | K   | Bruggerstrasse 2 663010 / 252332              |              |
| 5.0.12 | BW   | Datei hochladen                                            | Bürgerbau des 18. Jahrhunderts                          | G   | Hauptgasse 17 662967 / 252266                 |              |
| 5.1.1  | BW   | Datei hochladen                                            | Wohnhaus und Fabrikgebäude                              | G   | Stetterstrasse 21 663275 / 252355             |              |
| 5.1.2  | BW   | Datei hochladen                                            | Evangelisch-reformiertes Pfarrhaus                      | G   | Lenzburgerstrasse 26 662824 / 251990          |              |
| 5.1.3  | BW   | Datei hochladen                                            | Evangelisch-reformierte Kirche                          | G   | Lenzburgerstrasse 28 662824 / 251959          |              |
| 5.1.4  | BW   | Datei hochladen                                            | Wohn- und Geschäftshaus                                 | G   | Lenzburgerstrasse 7 662952 / 252181           |              |
| 5.1.5  | BW   | Datei hochladen                                            | Restaurant zum Rosengarten                              | G   | Bahnhofstrasse 9 663039 / 252496              |              |
| 5.1.6  | BW   | Datei hochladen                                            | Diebold-Haus                                            | G   | Bahnhofstrasse 11 663025 / 252507             |              |
| 5.1.7  | BW   | Datei hochladen                                            | Altes Schulhaus                                         | G   | Bahnhofstrasse 22a 663013 / 252689            |              |
| 5.1.8  | BW   | Datei hochladen                                            | Wohnhaus                                                | G   | Bahnhofstrasse 24 662974 / 252714             |              |
| 5.2.1  | ja   | Datei hochladen                                            | Druidenstern                                            | K   | Bruggerstrasse 80 662936 / 252394             |              |
| 5.2.2  | BW   | Datei hochladen                                            | Johannesbrunnen mit Figur                               | K   | Bruggerstrasse 662958 / 252360                |              |
| 5.2.3  | BW   | Datei hochladen                                            | Wegkreuz                                                | K   | Schnorpfenmatt 663692 / 252173                |              |
| 5.2.4  | BW   | Datei hochladen                                            | Grenzstein                                              | K   | Grenze Tägerig, Reusstal 663643 / 251400      |              |
| 5.2.5  | ja   | Datei hochladen                                            | Grenzstein                                              | K   | Grenze Tägerig, Gheid 662776 / 250958         |              |
| 5.2.6  | BW   | Datei hochladen                                            | Spörribrunnen                                           | K   | Kirchplatz 663052 / 252263                    |              |
| 5.2.7  | BW   | Datei hochladen                                            | Brunnen                                                 | K   | vor dem Iberghof 663116 / 252219              |              |
| 5.2.8  | BW   | Datei hochladen                                            | Grenzstein                                              | K   | Grenze Tägerig, Gheidrain 663350 / 251311     |              |
| 5.2.9  | BW   | Datei hochladen                                            | Epitaph                                                 | K   | Friedhof, Aufbahrungshalle 662902 / 251855    |              |
| 5.2.10 | BW   | Datei hochladen                                            | Friedhofskreuz                                          | K   | Friedhof 662900 / 251898                      |              |
| 5.2.11 | BW   | Datei hochladen                                            | Brunnen                                                 | K   | Trottenstrasse 21 663203 / 252610             |              |
| 5.2.12 | BW   | Datei hochladen                                            | Pestglocke                                              | K   | beim Turm der Stadtkirche 663092 / 252257     |              |
| 5.2.13 | BW   | Datei hochladen                                            | zehn Grabplatten/Epitaphe                               | K   | Stadtmauer hinter Stadtkirche 663107 / 252245 |              |
| 5.2.14 | BW   | Datei hochladen                                            | Historischer Verkehrsweg von nationaler Bedeutung (IVS) | X   | Hohle Gasse 663456 / 252798                   |              |
| 5.2.15 | BW   | Datei hochladen                                            | Historischer Verkehrsweg von nationaler Bedeutung (IVS) | X   | Steig 663592 / 252891                         |              |

Legende: Siehe Legende der Liste der Kulturgüter von nationaler und regionaler Bedeutung. Anstelle der KGS-Nummer wird als Objekt-Identifikator (ID) die Inventar- oder Gebäudenummer in der Bau- und Nutzungsordnung der Gemeinde verwendet.